# Christ Church (Amsterdam)
De Christ Church in Amsterdam is een tot Anglicaanse kerk omgebouwde voormalige lakenhal aan de Groenburgwal. Het is een van de eerste, mogelijk de eerste, gebouwen in Nederland de trant van de neogotiek. Het gebouw is op 28 april 1970 ingeschreven in het monumentenregister.

## Geschiedenis
Wat nu de Anglicaanse kerk van Amsterdam is begon als een lakenhal in 1626. Deze lakenhal maakte toen deel uit van het Staalhof. Het staalhof was een complex van verschillende hallen en strekte zich uit tussen de Groenburgwal en de huidige Staalstraat. Andere hallen waren een  Zijdehal en een Saaihal. 
De Angllicaanse of Episcopale gemeente werd in 1698 gesticht. De eerste kerkdiensten werden, onder andere, in een bovenzaaltje op de hoek van de Oudezijds Achterburgwal en de Huidevettersloot en later in de Agnietenkapel gehouden. In 1771 kon de episcopale gemeente haar intrek in de voormalige lakenhal nemen. De kerk kon de vergaderplaats van de staalmeesters gebruiken om zelf vergaderingen te houden. In deze zaal hingen toen ook nog groepsportretten van de staalmeesters. Maar het bekendste van die groepsportretten, dat van de hand van Rembrandt van Rijn, De Staalmeesters, verhuisde echter naar het stadhuis en hangt nu in het Rijksmuseum Amsterdam. 
Tussen 1806 en 1821 kon de episcopale kerk geen gebruik maken van de kerkruimte; de Franse overheerser gebruikte de kerk voor andere doeleinden.
In 1827 werd het kerkinterieur uitgebreid door de vergaderkamer in de kerkruimte te integreren. Ook het plafond werd verhoogd; het voormalige Zijdewindhuis gebruikte tot die tijd de ruimte boven de kerk.
In het gebouw bevond zich ook de woning van de kapelaan. Deze werd betaald vanuit Engeland en had ook de zielzorg voor Anglicanen buiten Amsterdam. Regelmatig hield hij kerkdiensten in Utrecht en Arnhem, waar hij over Oud-katholieke kerkgebouwen kon beschikken. In andere plaatsen huurde hij een kerkzaal. Bijzondere aandacht had hij voor zeelieden en Engelse arbeiders in Nederland, zoals bij de aanleg van de Amsterdamse Duinwaterleiding, de Brug bij Westervoort en het Noordzeekanaal.

## Gevel
De neogotische voorgevel is niet de originele gevel van het pand. De gevel is mogelijk ontworpen door J. J. Janssen. Wel is zeker dat onder zijn leiding de lakenhal tot kerkgebouw werd verbouwd, met een van de eerste neogotische gevels in Nederland. In Engeland waren rond deze tijd al vele neogotische bouwwerken neergezet, zodat een direct verband valt te leggen met het Engelse kerkgenootschap. 
De gevel zelf heeft een zachtrode kleur; de bakstenen zijn geslepen, waardoor deze glad zijn. Ook zijn de voegen zeer fijn, zodat de bakstenen dicht op elkaar liggen. Een aantal belangrijke kenmerken van de neogotiek zijn ook in deze gevel te zien: spitsbogen, waar de vensters en ingang in geplaatst zijn, en hogels, die de dakrand sieren. Waar nu vier torentjes staan, stonden vroeger pinakels. Ook de zijgevel vertoont gotische stijlelementen, zoals lancetvensters. 

## Interieur
Achter de voorgevel bevindt zich niet de kerkruimte, maar de woning van de kapelaan en een consistoriekamer. Het interieur van de kerk is, in tegenstelling tot het exterieur, voor het overgrote deel niet in neogotische, maar in classicistische stijl. Het grootste deel dateert van na 1895; rond die tijd liet kapelaan James Chambers het meubilair restaureren en tevens neogotische betimmeringen en lambriseringen aanbrengen.

### Ramen
Vier gebrandschilderde ramen zorgen voor gefilterd licht in de kerk. De ramen zijn tussen 1929 en 1931 door de firma W. Bogtman uit Haarlem vervaardigd. De ontwerper was Fik Abbing. In het eerste raam worden taferelen uit het leven van stadhouder Willem III en zijn vrouw Maria Stuart getoond. Dit raam is een geschenk van een aantal Amsterdamse bankiers en kooplieden. Willem III was stadhouder van een aantal Nederlandse gewesten en met zijn vrouw koning en koningin van het Verenigd Koninkrijk. Dit raam symboliseert de historische verbondenheid tussen het Verenigd Koninkrijk en Nederland. Deze verbondenheid is ook terug te vinden op de wanden: sinds 1830 bevindt zich het wapen van het Verenigd Koninkrijk op de oostelijke muur.
In een tweede raam staan regimentswapens van de Northumberland Fusiliers en het Royal Warwickshire Regiment afgebeeld. Deze twee legereenheden hebben onder Willem III in de Nederlanden gediend. Ook dit raam werd in 1929 door koningin Wilhelmina onthuld. 
Een derde raam is in 1930 geschonken door een vriendenvereniging uit de Verenigde Staten. Het raam toont broederschap der volkeren, met de woorden van Johannes 15:12 eronder: 'Dit is mijn gebod, dat gij elkaar liefhebt, zoals Ik u heb liefgehad'.
Het vierde raam werd nog een jaar later geplaatst, aangeboden door de stad Londen en gewijd aan Bonifatius en Willibrord, twee Britse missionarissen die in wat nu Nederland is het evangelie verspreidden. In dit raam zijn ook de wapens van Londen en Amsterdam afgebeeld.

### Orgel
Het orgel is in 1829 door Leonard van den Brink gebouwd. In 1952 is er door de firma Flentrop een bovenwerk bij geplaatst, deze uitbreiding valt niet onder de bescherming van het rijksmonument.

## Rijksmonument
Onder de bescherming van het rijksmonument vallen de volgende onderdelen en objecten:
- Het pand
- De voorgevel bestaande uit geslepen bakstenen
- Het hoofdwerk van het orgel